# Somahai jezici
Somahai jezici (stariji naziv momuna), malena papuanska, danas samostalna jezična porodica, nekad dio velike transnovogvinejske porodice. Obuhvaća dva jezika koji se govore na indonezijskom području Nove Gvineje (Irian Jaya). 
Predstavnici su: momina [mmb], 200 (1998 M. Donohue); i momuna ili somahai, [mqf], 2.000 (2000 S. Wurm)

## Vanjske poveznice
- Momuna, Ethnologue (14th)
- Momuna, Ethnologue (15th)